# Heráclidas

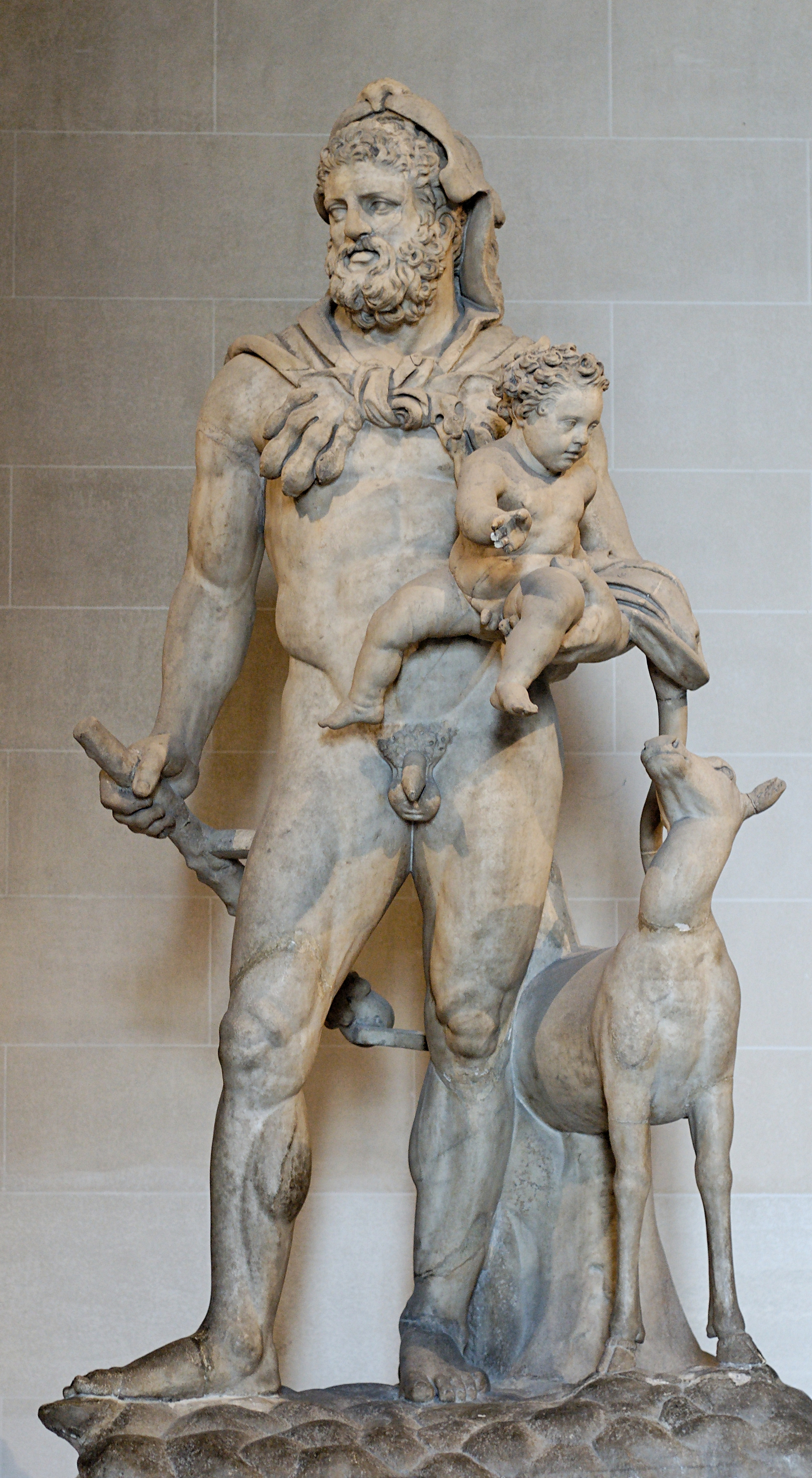
Héracles com seu filho Télefo, um dos heráclidas.
Cópia romana do século I ou II
Museu do Louvre

Na mitologia grega, os heráclidas (em grego antigo: Ἡρακλεῖδαι, transl. Hêrakleĩdai) ou heraclides eram os numerosos descendentes em linhagem patrilinear de Héracles (Hércules, segundo a mitologia romana), especialmente aplicado em um senso mais estrito aos descendentes de Hilo, o mais velho de seus quatro filhos por Djanira  (Hilo foi também por vezes visto como filho de Héracles por Mélite (náiade)). Outros Heráclidas incluem Macaria, Lamo, Manto, Bianor, Tlepólemo, e Télefo. Esses heráclidas eram um grupo de reis dórios que conquistaram os reinos peloponésios de Micenas, Esparta e Argos; de acordo com a tradição literária na mitologia grega, eles clamavam um direito de reger através de seu ancestral. Desde a obra de Karl Otfried Müller Die Dorier (1830), I. cap. 3, sua ascensão ao domínio tem sido associada com uma "Invasão dórica". Embora detalhes da genealogia difiram de um autor antigo para outro, o significado cultural do tema mítico, que os descendentes de Héracles, exilados depois de sua morte, retornaram depois de algumas gerações para reclamar terra que seus ancestrais tinham tido na Grécia micênica, era assertar a legitimidade primal de um tradicional clã regente que traçava sua origem, portanto sua legitimidade, a Héracles.

## Origem
Héracles, que Zeus tinha originalmente pretendido que fosse o regente de Argos, Lacedemônia e Pilos messênica, havia sido suplantado pela sagacidade de Hera, e suas pretensas possessões tinham caído nas mãos de Euristeu, rei de Micenas. Após a morte de Héracles, seus filhos, depois de muitas viagens, encontraram refúgio de Euristeu em Atenas. Euristeu, tendo sua demanda para o rendimento deles recusada, atacou Atenas, mas foi derrotado e morto. Hilo e seus irmãos invadiram então Peloponeso, mas depois de uma estadia de um ano foram forçados por uma pestilência a desistir. Eles retrocederam para Tessália, aonde Egímio, o ancestral mítico dos dórios, a quem Héracles havia ajudado em guerra contra os lápitas (Lapithae), adotou Hilo e transmitiu-lhe uma terça parte de seu território.
Depois da morte de Egímio, seus dois filhos, Pânfilo e Dimas, voluntariamente submeteram-se a Hilo (que era, de acordo com a tradição dórica de Heródoto V. 72, realmente um aqueu), que portanto tornou-se regente dos dórios, os três ramos dessa raça sendo nomeados de acordo com esses três heróis. Desejando reconquistar sua herança paterna, Hilo consultou o oráculo Délfico, que disse-lhe para esperar pelo "terceiro fruto", (ou "a terceira colheita") e então adentrar Peloponeso por "uma passagem estreita pelo mar". De acordo, depois de três anos, Hilo marchou através do istmo de Corinto para atacar Atreu, o sucessor de Euristeu, mas foi morto em combate individual por Équemo, rei de Tégea. Essa segunda tentativa foi seguida por uma terceira sob Cleódeo e uma quarta sob Aristomaco, ambas sem sucesso.

## Invasão dórica
Finalmente, Temeno, Cresfontes e Aristodemo, os filhos de Aristomaco, reclamaram para o oráculo que suas instruções haviam-se provado fatais para aqueles que as tinham seguido. Eles receberam a resposta de que por "terceiro fruto" a "terceira geração" era referida, e que a "passagem estreita" não era o istmo de Corinto, mas os estreitos de Rhium. Eles de acordo construíram uma frota em Naupacto (Lepanto), mas antes de zarparem, Aristodemo foi atingido por um raio (ou alvejado por Apolo) e a frota destruída, porque um dos Heráclidas havia matado um vidente acarnaniano.
O oráculo, sendo novamente consultado por Temeno, propôs-lhe que oferecesse um sacrifício expiatório e banisse o assassino por dez anos, e depois procurasse um homem com três olhos para ser guia. Em seu caminho de volta a Naupacto, Temeno encontrou com Óxilo, um etólio, que havia perdido um olho, montando um cavalo (portanto perfazendo os três olhos) e imediatamente intimou-o a seu serviço. De acordo com outro relato, uma mula em que Óxilo montava havia perdido um olho. Os heráclidas repararam seus navios, velejaram de Naupacto a Antírrio, e de lá para Riu no Peloponeso. Uma batalha decisiva foi travada com Tisâmeno, filho de Orestes, o principal regente na península, que foi derrotado e morto. Essa conquista foi tradicionalmente datada de sessenta anos após a Guerra de Troia.
Os heráclidas, que portanto tornaram-se praticamente mestres de Peloponeso, procederam para distribuir seu território entre si por lotes. Argos ficou para Temeno, Lacedemônia para Procles e Eurístenes, os filhos gêmeos de Aristodemo, e Messênia para Cresfontes. O fértil distrito de Élida havia sido reservado por acordo para Óxilo. Os heráclidas regeram em Lacedemônia até 221 a.C., mas desapareceram bem mais cedo em outros países.
Essa conquista de Peloponeso pelos dórios, comummente chamada a "invasão dórica" ou Retorno dos Heráclidas, é representada como uma recuperação pelos descendentes de Héracles da herança de direito de seu ancestral herói e seus filhos. Os dórios seguiram o costume de outras tribos gregas ao clamar como ancestral para suas famílias regentes um dos heróis lendários, mas as tradições não devem por conta disso ser consideradas como inteiramente míticas. Elas representam uma invasão conjunta de Peloponeso por aetólios e dórios, os últimos tendo sido empurrados para o sul de seu lar setentrional original sob pressão dos tessalianos. É notável que não haja menção desses heráclidas ou de sua invasão em Homero ou Hesíodo. Heródoto (vi. 52) fala de poetas que tinham celebrado seus feitos, mas esses limitavam-se a eventos imediatamente posteriores à morte de Héracles.

## Reis heráclides de cidades e reinos gregos
Várias cidades e reinos gregos tinham dinastias alegadamente descendente de Héracles.
- Esparta: os reis ágidas e euripôntidas
- Corinto: os reis heraclídicos e a oligarquia dos baquíadas
- Macedônia: a dinastia argéada descendia de Têmeno, tetraneto de Héracles

## Na tragédia de Eurípides
A história foi primeiramente amplificada pelos tragedistas gregos, que provavelmente tomaram sua inspiração de lendas locais, que glorificavam os serviços prestados por Atenas aos regentes de Peloponeso.
Os heráclidas são o tema principal da peça de Eurípides, Os Heráclidas. J. A. Spranger considerou o subtexto político de Os Heráclidas, nunca difícil de perceber, tão particularmente apto em Atenas rumo ao fim da paz de Nicias, em 419 a.C., que sugeriu a data como sua primeira encenação.
Na tragédia, Iolaus, velho companheiro de Héracles, e seus filhos, Macária e seus irmãos e irmãs estão escondendo-se de Euristeu em Atenas, que era governada pelo rei Demophon; como a primeira cena deixa claro, sua expectativa é que o relacionamento de sangue dos reis com Héracles e o débito passado de seu pai a Teseu, finalmente os proverá com um santuário. Enquanto Euristeu preparava-se para atacar, um oráculo disse a Demophon que ele venceria se e somente se uma mulher nobre fosse sacrificada a Perséfone. Macária voluntariou-se para o sacrifício e uma fonte foi nomeada a fonte de Macária em sua honra.

## Origem dos Heraclidas em Heródoto
Os Heraclidas na Ásia Menor eram descendentes de Hércules e seu reinado teria início em torno do ano 1350 a.C., segundo estimativa por indícios que Heródoto pontua em sua narrativa. A História dos heraclidas de Heródoto narra que Hércules estava condenado a escravidão como punição pela morte de Ífito, e acaba por ser vendido por Hermes, na Lídia. Lá, ele se enamora por Ónfale, que em uma versão do mito ela era escrava de Iardano, e em outra versão seria filha de Iardano e rainha da Lídia. Da copulação de Hércules com Ónfale nasceu Alceu.

Heródoto remonta a este mito para apresentar a ascendência helênica da dinastia dos heraclidas na Lídia. Ela é dimensionada na duração de 22 gerações de reis em 505 anos de reinado entre Alceu e o último rei heraclida da Lídia, Candaules.